# Fetales CHAOS
Das fetale CHAOS, Akronym für englisch Congenital High Airway (obere Luftwege) Obstruction Syndrome, ist eine sehr seltene angeborene, oft letal verlaufende Störung der Lungenentwicklung mit begleitender Herzschwäche während der Schwangerschaft, ausgelöst durch einen (eventuell unvollständigen) Verschluss der oberen Atemwege.

## Einteilung
Es können drei Formen unterschieden werden:
- komplette Larynxatresie ohne Tracheo-ösophageale Fistel
- komplette Larynxatresie mit tracheo-ösophagealer Fistel
- nahezu vollständige obere Luftwegsobstruktion.

## Klinische Erscheinungen
Während der Schwangerschaft bildet sich stets Flüssigkeit in den Lungen des Ungeborenen nach. Bedingt durch den Verschluss kommt es zu Stauungen, so dass das Lungenvolumen und der Pleuradruck unnatürlich größer wird und infolge das Wachstum und die weitere Entwicklung des Herzens verhindert und das Herzzeitvolumen vermindert wird.
Auch Aszites wird beim fetalen CHAOS häufig beobachtet.
Es besteht eine Assoziation mit dem Fraser-Syndrom und weiteren Fehlbildungen.

## Diagnostik
Hauptverfahren in der Pränataldiagnostik ist die Sonografie, die folgende Veränderungen bereits ab dem ersten Trimester nachweisen kann:
- Erweiterung der Trachea distal der Obstruktion
- vergrößerte und echogene Lungenflügel
- Abflachung bis Inversion des Zwerchfells
- fetaler Aszites
- Verlagerung und Kompression des Herzens

eventuell fetale Anasarka und Polyhydramnion
Die gleichen Auffälligkeiten sind auch unmittelbar nach der Geburt nachweisbar.
Mit der fetalen MRT steht ein weiteres bildgebendes Verfahren zur Verfügung.

## Therapie
Mittels der Fötalchirurgie kann versucht werden, die oberen Atemwege noch während der Schwangerschaft wieder zu öffnen, um Herz und Lunge zu entlasten. Mit einem spezialisierten Entbindungsverfahren (EXIT) unter Einbeziehung von Anästhesisten, Neonatologen, Hals-Nasen-Ohren Ärzten und Geburtshelfern besteht die Möglichkeit, die Beatmungstherapie einzuleiten. Unbehandelt ist diese Erkrankung fast ausnahmslos tödlich.